# 二氟化六氧
二氟化六氧是氟和氧的一种二元无机化合物，化学式为O
6F
2。该化合物是氧的一个氟化物。

## 合成
在60至77 K往以某个摩尔比例混合的F
2和O
2通电，可制成该化合物。混合物的比例据预测是6:2。

## 物理性质
二氟化六氧是一个氧化剂。在60 K下，它是暗棕色晶体。缓慢加热时，它会分解成氧的其他氟化物和臭氧。如果它迅速被加热到90 K，它会爆炸并生成O
2和F
2。